# Nehroveț, Boureni
Nehroveț (în ucraineană Негровець) este localitatea de reședință a comunei Nehroveț din raionul Boureni, regiunea Transcarpatia, Ucraina.

## Demografie
Componența lingvistică a localității Nehroveț
     Ucraineană (99,46%)
     Alte limbi (0,54%)
Conform recensământului din 2001, majoritatea populației localității Nehroveț era vorbitoare de ucraineană (99,46%), existând în minoritate și vorbitori de alte limbi.